# Tangouna
Tangouna est une commune rurale située dans le département de Balavé de la province des Banwa au Burkina Faso.